# Жидели (городская администрация Шымкента)
Жидели (каз. Жиделі, до 1999 г. — Калинино) — упразднённое село в подчинении городской администрации Шымкента (до 2000-х годов входило в состав Сайрамского района) Туркестанской области Казахстана. Входило в состав Кызылжарского сельского округа. В 2004 году включено в состав города Шымкент и исключено из учётных данных.

## Население
По переписи 1989 года в селе проживало 606 человек, основное население казахи. В 1999 году население села составляло 1040 человек (482 мужчины и 558 женщин).